# Маульброннский монастырь
Маульброннский монастырь (нем. Kloster Maulbronn) — хорошо сохранившийся средневековый монастырский комплекс ордена цистерцианцев на юго-западе Германии. Расположен на окраине городка Маульбронн в земле Баден-Вюртемберг. Основан в 1147 году по указу папы Евгения III. В Маульброннском монастыре в разные века учились Иоганн Кеплер, Фридрих Гельдерлин и Герман Гессе. С 1993 года монастырь входит в список Всемирного культурного наследия
В 2013 году Германией была выпущена памятная монета достоинством в 2 евро из серии «Земли Германии» с изображением монастыря, представляющий в этой серии землю Баден-Вюртемберг.
По одной из версий, швабские пельмени маульташены придумали грешившие в Великий пост обитатели Маульброннского монастыря.

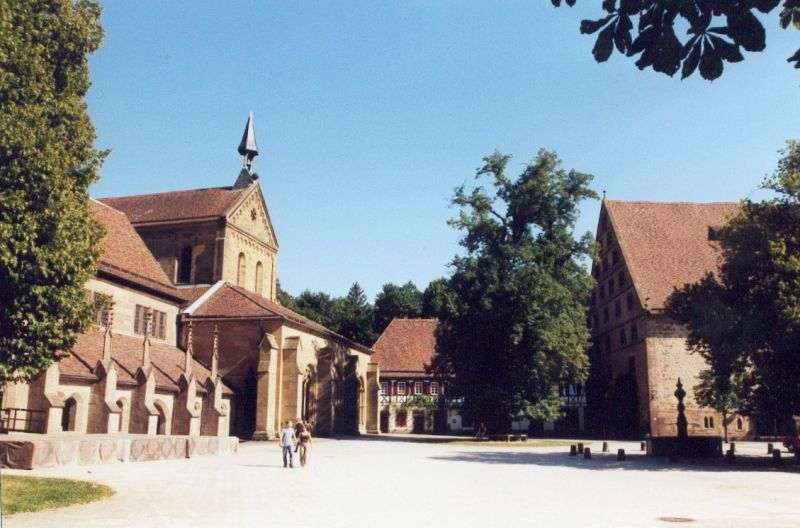
Двор и церковь монастырского комплекса